# Union Navy

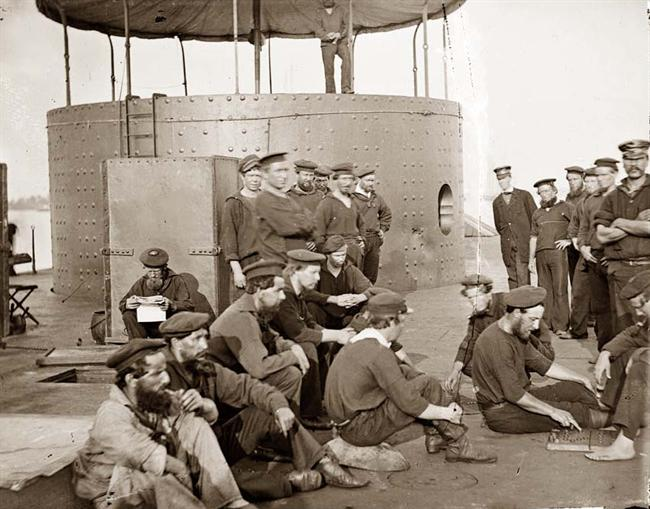
Partie de l'équipage du, après leur confrontation avec le.

L'Union Navy est le nom de l'United States Navy (USN) durant la guerre de Sécession, en opposition directe avec son adversaire, la Confederate States Navy (CSN). Ce terme est toutefois encore utilisé pour désigner les vaisseaux de guerre utilisés sur le réseau fluvial de l'intérieur, bien qu'ils soient, un temps, sous le contrôle de l'Union Army.
Elle est largement en deçà de ce que l'on peut attendre d'une marine de guerre. En effet, en dehors de quelques escarmouches durant la guerre contre le Mexique, ses derniers combats datent de 1812.

## Historique
Pour d'accomplir ces missions, l'Union Navy doit subir une profonde transformation, tant technique qu'institutionnelle. Durant la guerre, les bateaux à voiles sont complètement remplacés par des navires à vapeur dans une optique de combat.
L'US Navy est conçue à l'origine pour tenir tête à son ancien ennemi, la Royal Navy. Bien que d'une taille moyenne au début des hostilités, avec seulement 90 navires à voiles et à vapeur, elle se développe rapidement, compta 386 bateaux portant 3 027 canons fin 1862, et remplit ses missions de blocus des ports des États confédérés d'Amérique et de soutien aux forces terrestres de façon satisfaisante.
On voit apparaître durant cette guerre les premiers combats de cuirassés et l'utilisation de sous-marins par la Confederate States Navy qui bien qu'étant extrêmement dangereux pour leur propre équipage, coulent ou endommagent 28 navires fédéraux.
Après cette guerre, la Marine voit la majorité de ses navires désarmés et son effectif tomber à seulement 2 000 officiers et 10 000 marins.

## Les missions
Les missions primaires de l'Union Navy étaient de :
- Maintenir le blocus des ports confédérés, qui débute le 19 avril 1861 et se termine à la fin du conflit.
- Combattre les vaisseaux de guerre de la CSN.
- Apporter la guerre dans les États ayant fait sécession qui sont inaccessibles pour l'Union Army, en utilisant le réseau fluvial et développant une marine fluviale.
- Supporter l'Union Army en fournissant un appui d'artillerie, des moyens de transport rapides et importants, et les communications sur les rivières de l'intérieur.

## Les moyens

### Les hommes

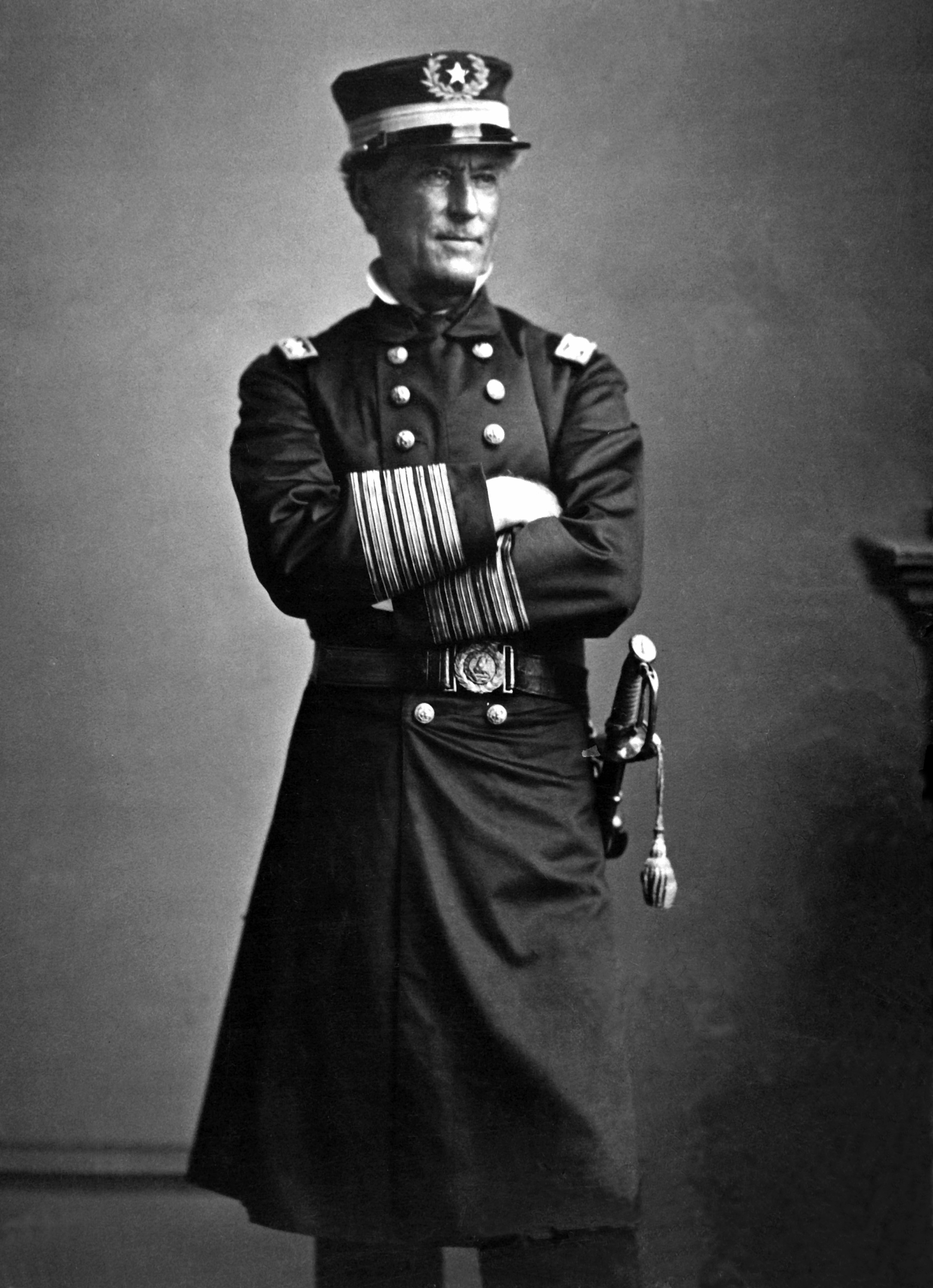
Contre-amiral David G. Farragut, c. 1863

#### Les marins
La petite marine de temps de paix ne peut suffire pour l'armement de tous les navires. En mai 1861, elle compte 7 500 marins (de la maîstrance aux mousses). Sur ce nombre, 200 seulement sont sans affectation. C'est alors que le président Lincoln appelle à recruter 18 000 marins supplémentaires. Le recrutement est fait sur la base de volontaires, puisqu'il n'existe pas, à cette époque, de réservistes pour la marine. Contrairement à l'Armée de Terre, la Marine n'offre pas de prime d'engagement ("bounty"), ce qui limite l'attrait des postes qu'elle offre. Cette position, d'origine budgétaire, sera modifiée plus tard par le Congrès.
- Origine.

Le recrutement s'adressera en priorité aux marins de la marine marchande, mais de plus en plus à de simples terriens. Si, théoriquement, le recrutement s'adresse aux américains, dans la pratique, de nombreux immigrants seront enrôlés. La durée des engagements varie d'abord énormément. Il y en a pour 3 mois, 9 mois, 3 ans, voire la durée du conflit. Le 8 août 1861, le congrès décide que la durée sera de 3 ans. Les engagés, dont les 2/3 sont des novices, suivent alors une formation accélérée de quelques semaines.
À compter de l'été 1864, des prisonniers sudistes seront même acceptés pour servir sur des navires nordistes. Moyennant un serment d'allégeance et un nombre limité par rapport à la taille de l'équipage
Contrairement à l'Armée de Terre, la Marine ne fait aucune difficulté pour employer des noirs sur les navires. D'abord des noirs libres, puis sans discrimination. À la fin du conflit, 18 000 noirs auront combattu comme marins, soit près de 15 % des effectifs. Ils sont cependant limités, et dans les fonctions qu'ils peuvent occuper (essentiellement soutiers, cuisiniers, ordonnances, mais aussi canonniers), et dans leur accès aux postes de responsabilité qui resteront dans leur quasi-totalité réservés aux blancs. À titre d'exemple, on notera que l'équipage d'un des canons de USS Minnesota est entièrement composé de noirs.
Sur les fleuves, les marins viennent soit des navires locaux, soit sont des soldats de l'Armée de Terre affectés sur ces vapeurs. Dans les premiers temps du conflit, les navires ne dépendent pas de la Marine, mais de l'Armée.
- Solde.

La solde d'un marin qualifié ("able seaman") est de 18 $ mensuels au début du conflit. Un marin novice (qualifié de "landsman", "terrien") touchera 12 $ et un "boy" (ce qui couvre les mousses mais aussi ceux ayant des fonctions de service (comme les cuisiniers ou les ordonnances) 8 $. Les marins noirs sont payés comme cette dernière catégorie.
Le niveau de la solde est tout à fait correct pour l'époque. Par comparaison, un journalier reçoit 20 à 25 $ par mois, un ouvrier de chantier naval, 29 $, un forgeron, 30 $. Mais le marin est nourri, logé, soigné, équipé.
Le marin touche aussi 1,5 $ de plus par mois au titre de la ration d'alcool (voir ci-dessous) qui n'est pas distribuée.
- Conditions de vie.
  - La nourriture.
Le marin bénéficie de 3 repas par jour.
    - (les repas).
    - (les aliments)
    - (l'approvisionnement).
    - (les cuisiniers).
    - (l'alcool).

  - Organisation du travail.
  - Loisirs.
  - Punitions et récompenses.
    - Les punitions.
    - Les récompenses.
    - Les "parts de prise".

#### Les officiers
En 1861, il y a environ 1 500 officiers de marine actifs. Mais comme il n'existe pas de possibilité de partir en retraite, la moyenne d'âge est élevée.
Les officiers de la marine de guerre sont en nombre insuffisant pour satisfaire aux besoins d'une Union Navy en plein développement. En 1861, les officiers en formation, les "cadets" des Académies Navales des deux dernières années de formation recevront une affectation.
Mais les besoins toujours croissants, entraîneront le recours à des officiers de la marine marchande qui recevront, après examen de leurs connaissances, une commission d'officier.
La solde des officiers varie en fonction de leur grade mais aussi de leur affectation. Elle est diminuée quand ils ne sont pas en service à la mer ou en attente d'affectation.
- La formation.

Il n'y a qu'une formation envisagée pour les marins novices (landsmen), les marins expérimentés ne sont pas concernés (ils apprennent directement sur le navire où ils sont affectés). Elle porte sur 6 semaines et sont enseignées les bases du métier de marin, l'exercice du canon et le combat à l'arme blanche. Cette formation peut cependant être plus longue dans le cas où la totalité de l'équipage doir être formé.
Pour les officiers, le cursus fait passer par une académie navale. La plus connue est celle d'Annapolis, Maryland. Les "cadets", de 14 à 18 ans, présentés par le Président lui-même ou par un membre du Congrès, y suivent une formation sur 4 ans où sont enseignées des disciplines variées, de la navigation et des mathématiques à la philosophie et au français.
- Le commandement.

Le grade le plus élevé existant, au début du conflit, est celui de captain, c'est-à-dire l'équivalent du français capitaine de vaisseau ou du britannique post-captain.
En dessous, on trouve des lieutenants (équivalent français : lieutenant de vaisseau). En revanche, l'absence d'une marine nombreuse et d'escadres constituées n'a pas fait apparaître le besoin d'officiers généraux pour la marine, c'est-à-dire l'équivalent des amiraux français ou admirals pour les britanniques.
Quand le besoin de commander plusieurs navires apparaît, un des captains reçoit le grade, temporaire, de commodore ou flag officer.
Les différents grades d'amiraux seront créés par le Congrès au cours du conflit, d'abord afin de récompenser David Farragut, puis de marquer l'avancement d'autres officiers.

### Les navires

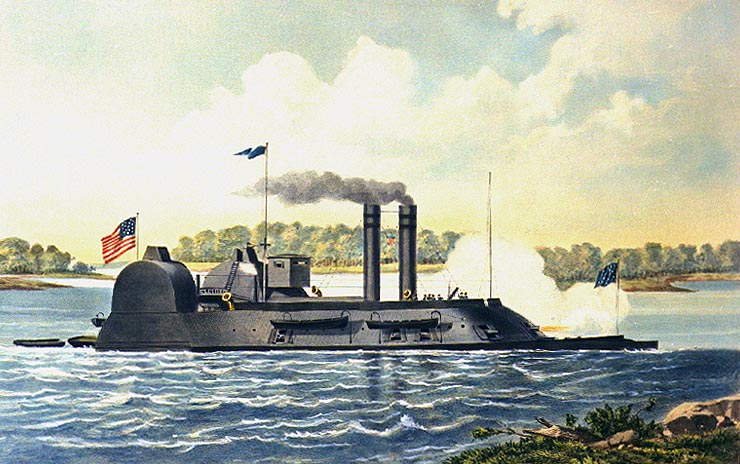
USS Lafayette (1863-1866), cuirassé fluvial issu de la transformation d'un vapeur civil. Vitesse trop faible, blindage médiocre, mais silhouette impressionnante.

- La situation au début  de l'année 1861.

À l'ouverture du conflit, la marine fédérale aligne 42 navires. Il y en a 90 sur les listes officielles, mais les autres sont inaptes au service, trop anciens ou sans équipage.
Parmi ceux-ci, seuls 24 sont à propulsion mixte, voile et vapeur et sont, en majorité, stationnés outre-mer. Parmi les vapeurs, les 6 frégates autorisées par le Congrès en 1854. Parmi elles, la frégate USS Merrimack qui deviendra célèbre dans les deux camps.
- La construction.

À côté des arsenaux fédéraux, il y aura, pour la construction des navires de guerre, un recours important aux constructeurs privés. Par exemple, les cuirassés fluviaux opérant sur le bassin du Mississippi sont tous construits par des chantiers privés comme celui de Charles Eads, à St Louis.
L'augmentation du nombre de navires sera rapide. À la fin de l'année 1861, la marine fédérale aligne 260 navires, avec une autre centaine en cours de construction. L'effort doit cependant être tempéré : la politique d'achat de tout ce qui peut porter quelques canons a permis d'augmenter les effectifs par transformation sans avoir besoin de construire les navires désirés. À la fin du conflit, l'Union Navy aura construit 208 navires mais en aura acheté 418
- L'organisation.

À l'ouverture du conflit, la marine fédérale est répartie en 6 stations, ou escadres. Elles sont chargées de la protection du commerce et de la sauvegarde des intérêts américains. Le "Home Squadron" est chargé de la protection des eaux territoriales. On trouve, à côté, les "Mediterranean Squadron", "Africa Squadron", "Brazil Squadron", "Pacific Squadron" et "East India Squadron".
Le Blockade Strategy Board, organisme créé pour définir les objectifs du blocus et les moyens de les remplir, proposera de diviser l'ensemble à surveiller en 4 secteurs distincts. Ceci réglera la répartition des navires nordistes pendant le conflit. L'équivalent d'un 5e secteur sera celui des eaux intérieures, c'est-à-dire les forces affectées au réseau fluvial.

### Les infrastructures

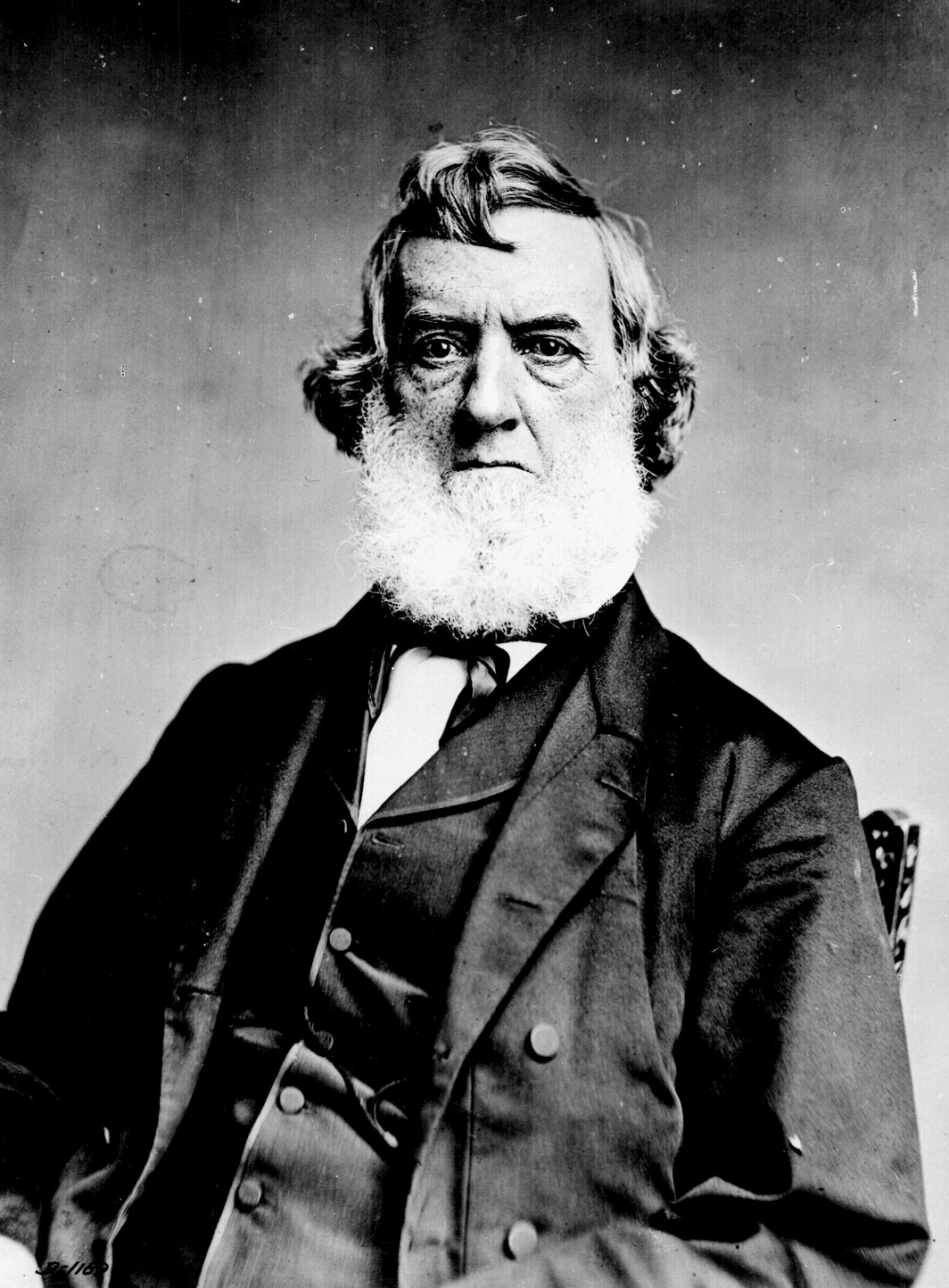
Gideon Welles, Secrétaire à la Marine des États-Unis pendant le conflit

#### Arsenaux
Ils sont en majorité au nord. Mais l'un des plus importants, celui de Gosport sera capturé par les sudistes dès le 20 avril 1861.

#### Chantiers navals
En 1861, il y a 10 chantiers principaux. (liste [Quoi ?])

#### Hôpitaux
Dès 1811, le Congrès avait autorisé le financement d'un fonds destiné à payer les médecins et financer les soins aux marins. À cette fin, une retenue de 0,20 $ par mois était opérée sur les soldes des officiers et des marins. Le reste des ressources de ce fonds provenait des intérêts de sommes placées. À la fin du conflit, la marine fédérale gérait 8 grands hôpitaux, à Portsmouth (New-Hampshire), Chelsea (Massachusetts), Brooklyn (New-York), League Island (Pennsylvanie), Portsmouth (Virginie), Washington (D.C.); ainsi qu'à Mound City (Illinois) et Memphis (Tennessee).
En 1853, la marine avait aussi créé sa propre pharmacie centrale, à Brooklyn, pour fournir tous les produits nécessaires aux soins en s'assurant de leur qualité.
En décembre 1862, la marine met aussi en œuvre un navire hôpital, USS Rover, qui opère sur les eaux intérieures. C'est non seulement le premier navire du genre, mais aussi le premier à bord duquel exercent des infirmières,.
Durant le conflit, la marine comptera 1 800 morts au combat et 2 550 morts de maladies. Par comparaison, l'armée perdra un soldat sur 12 pour cause de maladie, la marine, un pour cinquante.

#### LeUS Navy Department
Ce ministère est organisé en bureaux (en américain : bureaus). Chacun est dirigé par un Chef de Bureau qui a rang de commodore.
- Bureau of Construction and Repair.
  - Chargé des constructions navales et des réparations des navires.
- Bureau of Steam Engineering.
  - Chargé de la propulsion des navires à vapeur.
- Bureau of Equipment and Recruiting[N 6].
  - Chargé des approvisionnements et du personnel navigant.
- Bureau of Medicine and Surgery.
  - Chargé des côtés sanitaires et médicaux de la Marine.
- Bureau of Navigation.
  - Chargé des cartes et instruments de navigation. Il supervise aussi les observatoires, l'almanach, mais aussi les écoles navales et les aumôniers.
- Bureau of Ordnance.
  - Chargé de la gestion de l'artillerie navale.
- Bureau of Provisions and Clothing.
  - Chargé du ravitaillement et de l'habillement.
- Bureau of Yards and Docks.
  - Chargé de la gestion des arsenaux et installations portuaires militaires.
- Bureau of Naval Boards and Commissions.
  - Chargé de la gestion administrative du personnel.
- US Marines Corps.
  - Chargé de l'Infanterie de Marine.
- Office of Details.
  - Chargé de gérer les affectations des officiers de marine.

## Son rôle dans le conflit

### Blocus
Dès le début du conflit, le nord décide d'établir le blocus des ports sudistes. Il est décrété, le 19 avril 1861, par le président Abraham Lincoln c'est-à-dire quelques jours seulement après le bombardement du Fort Sumter. 
Dans un premier temps, il est surtout nominal, la marine manquant de navires pour assurer le blocus. Le 20 avril, USS Niagara, fait savoir aux autorités de Charleston qu'il bloque le port. Il est seul pour ce faire. Au total, la marine fédérale se trouve devant 6 700 kilomètres de côtes à surveiller.
Pour effectuer le blocus, elle est organisée en 4 secteurs (escadres), Atlantique Nord, Atlantique Sud, Golfe Est et Golfe Ouest.
L'US Navy arraisonnera 1 551 bâtiments de commerce et en détruira 355 pendant le conflit.

### Combats
Liste de combats caractéristiques des rôles tenus par la Marine de l'Union.
- Combat de Hampton Roads, premier combat entre navires cuirassés.
- Campagne de Vicksburg, combats sur le Mississippi.
- Le duel entre USS Kearsarge et CSN Alabama, lutte contre les corsaires sudistes.
- Bataille de Port Royal, opération amphibie (7 novembre 1861).

### Support
C'est le rôle probablement le plus méconnu. Il n'apparaît qu'incidemment dans les études générales sur le conflit[réf. souhaitée]. Le rôle de support des armées en campagne, joué par la marine fédérale, fut cependant très important.
Un exemple permettra de mieux le saisir, celui de l'approvisionnement en fourrage des armées en campagne.

## Sources & Bibliographie

### Sources
- (en) B Anderson, By sea and by river: the naval history of the Civil War. Knopf, 1962 (Reprint Da Capo, 1989),  (ISBN 0-306-80367-4), chapitre 1.
- J MacPherson, La guerre de sécession (1861-1865), 1991, Robert Laffont,  (ISBN 2-221-06742-8), en particulier pages 339-341 (organisation), 410-415 (blocus).
- (en) S. Tucker, Blue and gray navies: the Civil War afloat., Naval Institute Press, 2006,  (ISBN 1591148820), en particulier chapitres 1 et 2.
- (en) Jay W Simson, Naval strategies of the Civil War, 2001, Cumberland House Publishing,  (ISBN 1-58182-195-6), chapitres 1 à 3.
- (en) Paul Calore, Naval campaigns of the Civil War, 2002, MacFarland & Cy,  (ISBN 0-7864-1217-8), en particulier chapitres 1, 4 et 5.
- (en) Le site Civil War Home offre une riche documentation et, en particulier, un article sur l'organisation de la marine nordiste (tiré du volume 3 de The Photographic History of the Civil War) : .